# Teatro Circo de Marte
El Teatro Circo de Marte es un teatro de Santa Cruz de La Palma, isla de La Palma en Canarias, España.

## Historia
El teatro Circo de Marte es el resultado de la transformación sufrida por el edificio, que había sido concebido para ser dedicado básicamente a peleas de gallos, cuya primitiva construcción presentaba una tipología arquitectónica afrancesada de finales del siglo pasado, heredando además su nombre de “Circo”. 
El edificio que hoy podemos contemplar es el resultado de construir perimetralmente con respecto al anterior inmueble enmascarando e incorporando al nuevo edificio el primitivo volumen prismático del circo. 
La transformación del edificio para el nuevo uso escénico consistió en la erección de un muro perimetral que intentaba conseguir un volumen paralepipédico como imagen del nuevo teatro y que serviría de soporte a las estructuras horizontales. De esta manera el resultado parcial había de consistir en la utilización del espacio interior del circo como volumen de la sala de espectadores y en la creación de un anillo alrededor del mismo que contuviera todos los servicios y dependencias del nuevo uso al que se destinó la edificación. 